# PULS – Verein zur Bekämpfung des plötzlichen Herztodes
PULS – Verein zur Bekämpfung des plötzlichen Herztodes (kurz PULS) ist ein österreichischer Verein, der sich im Kampf gegen den plötzlichen Herztod engagiert. Der Verein wurde 2008 in Wien gegründet, um Bewusstsein für den plötzlichen Herztod zu schaffen, Ersthelferinnen und Ersthelfer in der Wiederbelebung zu unterrichten, Defis (AEDs) im öffentlichen Bereich frei zugänglich zu machen und die entsprechende Forschung voranzutreiben.
Die drei Säulen der Organisation sind somit Awarenessbildung und Breitenschulung zum Thema Wiederbelebung, Defibrillatoren im öffentlichen Raum und deren Kartographierung und Ortung sowie Wissenschaft und Forschung zum Thema „plötzlicher Herztod“. Dafür kooperiert PULS mit Einsatzorganisationen, der Stadt Wien, Universitäten, Fachgesellschaften, Organisationen mit ähnlichen Zielen sowie Partnern aus der Wirtschaft. Die bisher bedeutendsten Projekte waren die Unterstützung der Einführung eines sogenannten First Responder Systems durch den Verein Lebensretter mit Einbindung der Wiener Polizei und der Wiener Berufsfeuerwehr sowie die Einführung eines Reanimationstrainings in der 3. und 6. Schulstufe an allen Wiener Schulen.

## Historischer Hintergrund und frühe Entwicklung

### Gründung und frühe Vision
PULS wurde 2008 von Notfallmedizinern, Kardiologen, Medizinstudenten und Sanitätern gegründet. Die Idee zur Gründung entstand rund um das Wiener Forschungsfest 2008, wo sich Ronny Tekal und Roman Fleischhackl erstmals zu dieser Idee trafen und unterhielten. Die Motivation zur Gründung entstand aus der niedrigen Laienreanimationsrate, den niedrigen Überlebenschancen und dem schlechten neurologischen Outcome bei Patientinnen und Patienten nach einem außerklinischen Herzkreislaufstillstand. Dabei setzte PULS auf die Schulung der Wiederbelebung für Laien und die Installation von automatisierten externen Defibrillatoren (AEDs) in der Öffentlichkeit. Ein Alleinstellungsmerkmal von PULS war und ist, dass diese Schulungen kostenlos und leicht zugänglich sind und zusätzlich wissenschaftlich begleitet und evaluiert werden. Diese neuartige Herangehensweise stieß jedoch zunächst auf Skepsis und begrenzte Ressourcen. Neben der Bewusstseinsschaffung für den plötzlichen Herztod auf öffentlichen Veranstaltungen wurde mit der Unterstützung von Prominenten weiter auf das Thema aufmerksam gemacht. Gemeinsam mit dem Österreichischen Apothekenverband konnte im September 2009 der erste rund um die Uhr zugängliche Defibrillator in Wien präsentiert werden. Zu den weiteren frühen Erfolgen des Vereins zählen die Organisation einer Info- und Trainingsveranstaltung mit ca. 2.000 Schülerinnen und Schülern im Ernst-Happel Stadion oder ein Leitfaden für den breiten Erste Hilfe Unterricht an Schulen, aufbauend auf einer Initiative von Fritz Sterz. Diese ersten Schritte gipfelten im finalen Erfolg später Wiederbelebungsmaßnahmen in den Wiener Volksschulen flächendeckend anzubieten.

### Erste Fortschritte und öffentliche Anerkennung
Ein Wendepunkt kam etwa drei Jahre später, als der bekannte Wiener Politiker Harry Kopietz an einem von PULS organisierten öffentlichen Wiederbelebungstraining teilnahm. Die Berichterstattung in den Medien führte zu einer erhöhten öffentlichen Aufmerksamkeit. Der Politiker übernahm in Folge das Amt des Präsidenten von PULS, was dem Verein entscheidende Unterstützung brachte und zu Erfolgen wie der Platzierung von AEDs am Flughafen Wien und der Installation von Defisäulen im öffentlichen Raum.

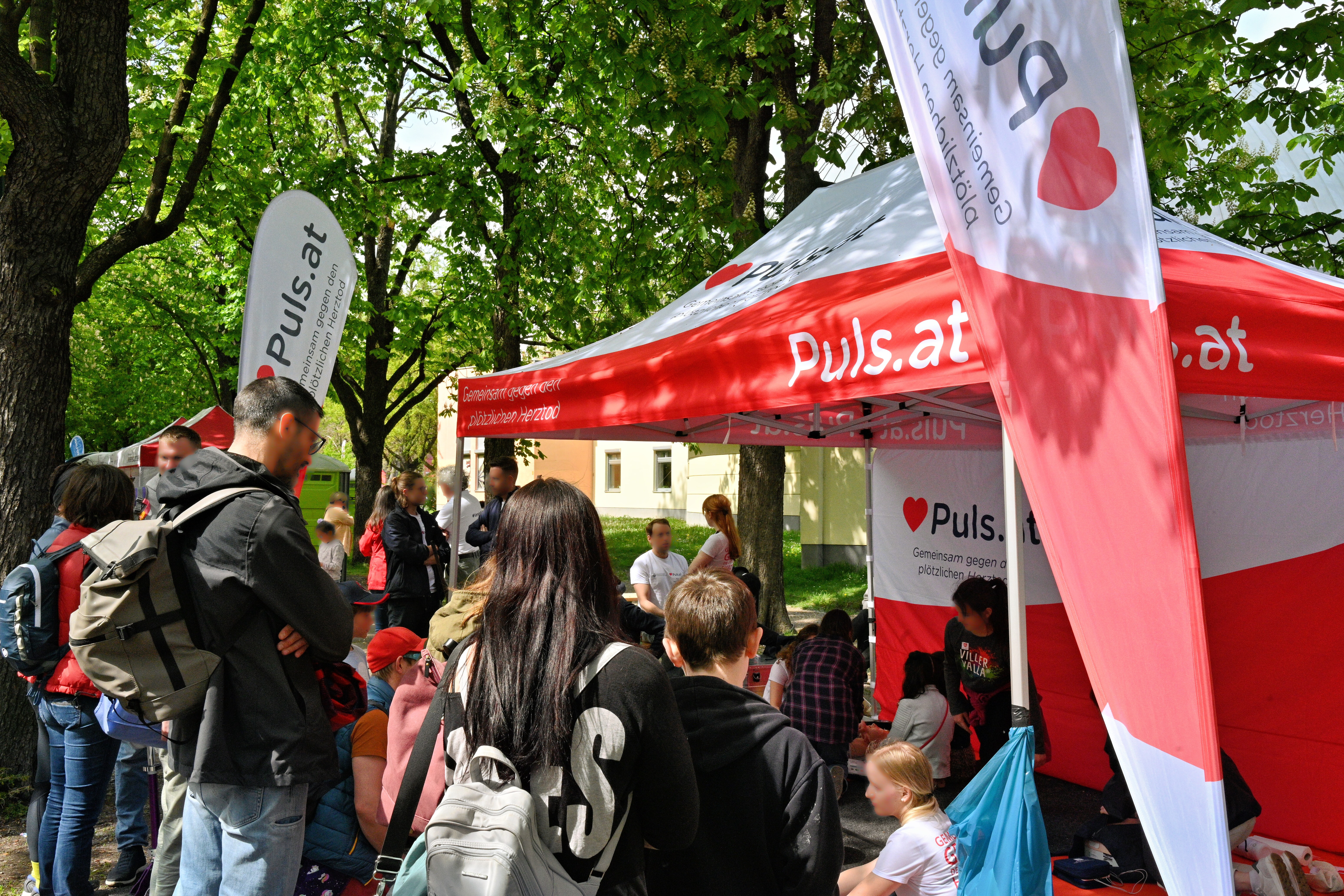
PULS-Stand am Praterfest 2023

### Wachstum und Professionalisierung
Mit der zunehmenden öffentlichen Anerkennung und regelmäßigen Reanimationstrainings sowie Informationsständen auf großen Wiener Veranstaltungen wie dem Donauinselfest oder dem Feuerwehrfest wuchs PULS schnell. Am 15. Oktober 2012 wurde PULS als Organisation in den Wiener „K-Kreis“ aufgenommen. Der „K-Kreis“ ist ein weltweit einzigartiger Zusammenschluss rund um das Thema Sicherheit. Er besteht aus allen Wiener Blaulicht- und Hilfsorganisationen, allen sicherheitsrelevanten Dienststellen der Stadt Wien, ihr nahestehenden Unternehmen und privaten Partnerinnen und Partnern. Das „K“ steht für Katastrophenhilfe, Katastrophenschutz, Kommunikation und Kompetenz.
Gleichzeitig wurde klar, dass das Engagement über den Status eines kleinen Freiwilligenvereins hinausging. Um der steigenden Nachfrage nach Schulungen gerecht zu werden, entschied sich PULS, hauptamtliche Mitarbeiterinnen und Mitarbeiter anzustellen. Durch Förderungen wurde es ermöglicht, eine Basis für die weitere Professionalisierung der Organisation zu schaffen. Der Fokus der Arbeit von PULS konzentriert sich nach wie vor auf die Schulung von Laien in Wiederbelebungsmaßnahmen, der Installation von Defibrillatoren an öffentlichen Plätzen, Awarnessbildung und wissenschaftlicher Arbeit über und gegen den plötzlichen Herztod.
Im Frühjahr 2020 eröffnete PULS im 9. Bezirk das neue Vereinslokal. Neben den Büros für die Mitarbeiterinnen und Mitarbeiter werden hier auch Reanimationsschulungen durchgeführt.

## Projekte

### Schulprojekt
Trotz Empfehlungen internationaler Reanimationsgesellschaften gibt es in Österreich im Gegensatz zu anderen europäischen Ländern kein verpflichtendes Reanimationstraining in Schulen. Wien nimmt hier aber eine Vorreiterrolle in Österreich ein: PULS startete in Kooperation mit den Helfern Wiens und den Wiener Rettungsorganisationen das Projekt „Ich kann Leben retten“. Dabei werden Schulkinder in Wiederbelebungsmaßnahmen geschult und ein Bewusstsein für die Reanimation geschaffen. Zu Beginn wurde dies in allen Wiener Schulen der dritten Schulstufe angeboten. Mittlerweile wurde das Angebot auch auf die sechste Schulstufe erweitert und ist durchgehend kostenlos.

### First Responder
Der Verein „Lebensretter – Verein zur Unterstützung rascher Erstversorgung“ schuf im Jahr 2025 eine eigene App für potentielle Lebensretter. „First Responder“, die sich in der Umgebung einer Person mit einem Kreislaufstillstand befinden, werden gleichzeitig mit der Rettung alarmiert, um bereits vor dem Eintreffen der Rettung mit der Herzdruckmassage und der Anwendung eines Defibrillators zu beginnen. Diese First Responder sind in Wien mittlerweile fixer Bestandteil des „Überlebensnetzes“. PULS bemühte sich um die Ausstattung dieser First Responder mit Defibrillatoren. Der erste Partner war 2013 die Wiener Polizei. Im Rahmen des Projekts wurden in mehreren Schritten Defibrillatoren in Polizeiinspektionen und Streifenwägen installiert und die Polizistinnen und Polizisten in Wiederbelebungsmaßnahmen geschult. Mittlerweile sind alle Streifenwägen der Wiener Polizei mit Defibrillatoren ausgestattet, und das Projekt dehnt sich auch auf andere Bereiche, wie zum Beispiel die Fahrradpolizei aus. Durch die Ausstattung der Wiener Polizei mit Defis und die Einbindung der Beamtinnen und Beamten in die Rettungskette konnten die Überlebensraten bei plötzlichem Herztod signifikant erhöht werden. 2024 kam es zur bundesweiten Ausschreibung, alle Polizeiautos österreichweit mit einem AED auszustatten.
Auch andere Organe und Personen sind in Wien ins First Responder System eingebunden: Die Berufsfeuerwehr Wien, Organe der Parkraumüberwachung, aber auch Einzelpersonen, die per Handy-App alarmiert werden, können so die lebensrettenden Sofortmaßnahmen übernehmen, bis die Rettung eintrifft, signifikant verkürzen.

### Defibrillatoren
PULS trägt dazu bei, das Netzwerk an öffentlich zugänglichen Defibrillatoren in und um Wien kontinuierlich zu erweitern, instandzuhalten und zu kartographieren. Der Verein ist hierbei auch Vorreiter bei innovativen, neuen Ideen hinsichtlich Defibrillatoren im öffentlichen Raum: Modifizierte Telefonzellen, Defibrillatoren in Gemeindebauten und Wiener Märkten sowie der „Wiener Schrank“ oder die „PULS/KISS Security Card“ (Entwicklungen für die optimale Aufbewahrung der Defibrillatoren sowie deren Überwachung, Ortung, und Versicherung) sind nur einige Beispiele.

### Flughafen Wien
Eines der ersten Defi-Projekte war die Installation von über 20 Defibrillatoren am Flughafen Wien. Die Defibrillatoren wurden dabei an starkfrequentierten Orten angebracht. Im Rahmen des Projekts wurde auch das Flughafenpersonal von PULS geschult.

### Defisäule
Bei einer Defisäule handelt es sich um adaptierte Werbekästen an belebten, öffentlichen Orten, die mit einem Defibrillator ausgestattet sind. Das Besondere dabei ist, dass eine sofortige automatische Telefonverbindung mit der Notrufzentrale der Wiener Berufsrettung hergestellt wird und auf einem Touchscreen in der Defisäule entsprechende Informationen zur Wiederbelebung übermittelt und abgerufen werden können. Das Ziel ist es, die Defisäulen über die Werbeschaltungen an der Rückseite zu refinanzieren. Dieses erfolgreiche Projekt wurde bereits von anderen österreichischen Städten (z. B. Graz, Salzburg, Innsbruck) übernommen.

### Defi-Telefonzellen
2023 wurde die erste Telefonzelle zu einer Defi-Telefonzelle umfunktioniert. Alte Telefonzellen, welche nicht mehr benötigt werden, werden dabei mit einem Defibrillator ausgestattet. Zusätzlich zum Defi, der durch den Wiener Schrank geschützt ist, besteht in der neuen Defi-Notruf-Telefonzelle die Möglichkeit, via Direktwahltasten einen Notruf abzusetzen. Hinterlegt sind aber nicht nur die klassischen Notrufnummern für Rettung, Polizei und Feuerwehr, sondern auch der Frauennotruf und sämtliche Notrufnummern der Stadt Wien wie zum Beispiel der Notruf bei Gasgebrechen oder die Vergiftungszentrale.

### Wiener Schrank
Der Wiener Schrank stellt ein weltweit einzigartiges System dar, um einen Defibrillator in der Öffentlichkeit zugänglich zu machen. Dieses innovative Defi-Schranksystem wurde von PULS entwickelt und gewährleistet eine Ortung und Überwachung der Einsatzbereitschaft des Defibrillators sowie eine Temperaturkontrolle im Schrank mit Heiz- und Kühlmöglichkeit. Dies stellt auch die Grundlage für eine Versicherung des Geräts dar.

### PULS/KISS Security Card
In Zusammenarbeit mit KISS IT hat der Verein PULS die Lost & Found Fundservice Versicherungskarte entwickelt. Dabei handelt es sich um ein elektronisches Ortungsmodul in der Größe einer Kreditkarte. Mit dieser Karte kann der Defibrillator auch in Innenräumen geortet werden. Zugleich besitzt der Defibrillator dadurch eine Kaskoversicherung gegen Diebstahl und Vandalismus.

### Definetzwerk Österreich
Das Definetzwerk Österreich ist eine Homepage, auf welcher öffentlich zugängliche Defibrillatoren registriert werden können, und bietet der Öffentlichkeit die Möglichkeit, alle registrierten Defis einzusehen.

#### Weitere Defi-Projekte
Über die Jahre konnten in Kooperation mit verschiedenen Partnern noch an folgenden Standorten Defibrillatoren installiert werden:
- Apotheken
- Gemeindebauten[24]
- U-Bahnstationen[25]
- Züge[26]
- Wiener Märkte und deren Außenstellen[27]
- Therme Oberlaa[28]

## Kampagnen
Neben den Wiederbelebungs-Schulungen stellt die Bewusstseinsbildung für den plötzlichen Herztod in der Bevölkerung einen genauso essentiellen Bestandteil eines funktionierenden Systems, das Leben rettet, dar. Hierzu stellt PULS jährlich eine Awarenesskampagne vor, die in Kooperation mit der Agentur Lumsden & Friends und Gewista umgesetzt wird. Die Kampagnen von 2021, 2023 und 2024 wurden mit dem Werbepreis „Goldener Hahn“ ausgezeichnet.

## Kooperation mit der Medizinischen Universität Wien
Das durch den Pionier der österreichischen Reanimatologie, Fritz Sterz, ins Leben gerufene, und in Folge durch Sebastian Schnaubelt weitergeführte Wahlfach „Lernen durch Lehren lebensrettender Sofortmaßnahmen“ schult Studierende der Medizinischen Universität Wien aus allen Jahrgängen in der Basisreanimation und lässt sie dann unter der Anleitung von erfahrenen Trainerinnen und Trainern des Vereins PULS ihr Wissen an die Bevölkerung weitergeben. Die Lehrveranstaltung hat sich zu einem fixen Bestandteil des „Überlebensnetzes“ in Wien entwickelt. Dabei sind die Studierenden bei öffentlichen Veranstaltungen wie beispielsweise dem Donauinselfest dabei, um Menschen die Wiederbelebung beizubringen. Aber auch Kurse bei der Wiener Polizei, für Seniorinnen und Senioren, für Migrantinnen und Migranten, oder für Menschen mit Seh- oder Hörbeeinträchtigung, sind Bestandteil des Konzepts. Mit durchschnittlich 100 Studierenden pro Studienjahr konnten somit bisher tausende „Multiplikatoren“ ausgebildet werden, und bei diversen Veranstaltungen hunderttausenden Menschen die Bedeutung der Reanimation verdeutlicht werden. 2025 wurde das Wahlfach in den „Atlas der guten Lehre“ des Bundesministeriums für Frauen, Wissenschaft und Forschung aufgenommen.

## Wissenschaftliche Arbeit und Auszeichnungen
PULS versucht die wissenschaftliche Forschung zu den Themen plötzlicher Herztod, Wiederbelebung, und lebensrettende Systeme voranzutreiben. Dazu führt PULS selbst wissenschaftliche Studien durch oder beteiligt sich daran. Dies wird durch Kooperationen mit Universitäten und Rettungsdiensten ermöglicht. Zu den wichtigsten Erkenntnissen zählen eine Übersicht über angepassten Reanimationstrainings für spezifische Bevölkerungsgruppen, unterschiedliche Konzepte zur prähospitalen Forschung in Wien, eine Zusammenfassung über das Laienreanimationstraining in Österreich inkl. einer Landkarte der Wiederbelebung, der Einfluss auf das Überleben des First Responder Projekts in Wien, die Forderung nach einem professionellen psychologischen First-Responder Unterstützungssystem, und eine Übersicht über die Diversität von Reanimationspuppen für Laientrainings.
Für ihr Engagement im Kampf gegen den plötzlichen Herztod erhielten bereits mehrere Mitglieder des Vereins PULS den Helfer Wiens Preis.
Bereits zwei Mal wurden PULS-Mitarbeiter mit dem Veronika-Fialka-Moser Diversitätspreis der Medizinischen Universität Wien ausgezeichnet, einerseits für die Wiederbelebungstrainings für Migrantinnen und Migranten, andererseits für das Projekt zur Erforschung von Diversität von Reanimationspuppen bei der Schulung von Laien.